# Final 4
Et Final 4-stævne er en begivenhed, hvor semifinaler og finaler spilles på samme sted to på hinanden følgende dage, f.eks. lørdag og søndag. Dette benyttes f.eks. hos håndboldherrerne i DHF's Landspokalturnering, i EHF Champions League og i DHB-pokal. 